# Monte Carlo de difusió
Monte Carlo de difusió (de sigles DMC, provinent de la denominació anglesa Diffusion Monte Carlo) és un mètode de Monte Carlo quàntic que usa la funció de Green per resoldre l'equació de Schrödinger. DMC és un mètode exacte numèricament, és a dir, pot trobar l'energia de l'estat fonamental amb més exactitud que qualsevol error donat i per a qualsevol sistema quàntic. En realitat es troba que per a bosons l'algoritme escala de forma polinomial amb la dimensió del sistema, però per a fermions DMC escala de forma exponencial amb la dimensió del sistema. Aquest fet fa impossibles simulacions DMC exactes i de sistemes grans per a fermions. De totes maneres, amb una aproximació anomenada de node fix es poden obtenir resultats molt precisos.

## El Mètode de Projecció
Per motivar l'algoritme, considereu l'equació de Schrödinger per una sola partícula en un potencial arbitrari en una dimensió:
{\displaystyle i{\frac {d\Psi (x,t)}{dt}}=-{\frac {1}{2}}{\frac {d^{2}\Psi (x,t)}{dx^{2}}}+V(x)\Psi (x,t).}
Podem condensar la notació escrivint l'equació en termes d'operadors, on
{\displaystyle H=-{\frac {1}{2}}{\frac {d^{2}}{dx^{2}}}+V(x)}.
Aleshores tenim
{\displaystyle i{\frac {d\Psi (x,t)}{dt}}=H\Psi (x,t),}
on remarcam que el Hamiltonià H és un operador, no un nombre o una funció. Existeixen unes funcions especials, anomenades autofuncions, que obeeixen {\displaystyle H\Psi (x)=E\Psi (x)}, on E és un nombre. Aquestes funcions són especials perquè sempre donen el mateix nombre E irrespectivament d'on s'avaluï l'acció de l'operador H actuant sobre la funció d'ona. Aquestes funcions s'anomenen estats estacionaris perquè la derivada temporal a qualsevol punt x sempre dona el mateix resultat i, per tant, l'amplada de la funció d'ona no canvia en el temps. Ja que la fase global de la funció d'ona no és observable, el sistema no canvia en el temps.
Normalment la funció d'ona que ens interessa és la que correspon al valor propi de l'energia més baix, l'estat fonamental. Per a continuar, reescriurem l'equació de Schrödinger de manera que tengui el mateix valor propi de l'energia, però eliminant el caràcter oscil·latori:
{\displaystyle -{\frac {d\Psi (x,t)}{dt}}=(H-E_{0})\Psi (x,t)}.
Hem eliminat el nombre imaginari de la derivada temporal i hem afegit un offset constant {\displaystyle E_{0}}, que és l'energia de l'estat fonamental. De fet, no coneixem l'energia de l'estat fonamental, però més endavant introduirem un mètode per a determinar-la de manera autoconsistent. La nostra equació modificada (normalment anomenada l'equació de Schrödinger per a temps imaginari) té algunes propietats favorables. La primera és que si endevinessim la funció d'ona de l'estat fonamental, aleshores {\displaystyle H\Phi _{0}(x)=E_{0}\Phi _{0}(x)} i la derivada temporat dona zero. En canvi, suposem que començam amb una altra funció d'ona ({\displaystyle \Psi }), que no és l'estat fonamental, però que tampoc n'hi és ortogonal. Aleshores la podem escriure com una suma lineal d'autofuncions:
{\displaystyle \Psi =c_{0}\Phi _{0}+\sum _{i=1}^{\infty }c_{i}\Phi _{i}.}
Ja que tenim una equació diferencial lineal podem consider cada part individualment. Ja hem establert que {\displaystyle \Phi _{0}} és estacionari. Ara considerem {\displaystyle \Phi _{1}}. Ja que {\displaystyle \Phi _{0}} és la autofunció corresponent a l'energia més baixa, el valor propi associat amb {\displaystyle \Phi _{1}} satisfà la propietat {\displaystyle E_{1}>E_{0}}. Per tant, la derivada temporal de {\displaystyle c_{1}} és negativa, i eventualment tendeix a zero, deixant només l'estat fonamental. Aquesta observació també ens dona un mètode per determinar {\displaystyle E_{0}}. Observant l'amplitud de la funció d'ona mentres es propaga en el temps, si incrementa, aleshores s'ha de reduir l'estimació de l'offset d'energia. Si l'amplitude disminueix, aleshores s'ha d'incrementar l'estimació de l'offset d'energia.

## Implementació estocàstica
Ara tenim una equació que podem propagar en el temps i ajustant {\displaystyle E_{0}} de forma correcta ens porta a l'estat fonamental de qualsevol Hamiltonià. El problema encara és més complicat que el problema corresponent a mecànica clàssica perquè en lloc de propagar les posicions de partícules individuals, hem de propagar funcions. A mecànica clàssica podríem simular el moviment de les partícules amb {\displaystyle x(t+\tau )=x(t)+\tau v(t)+0.5F(t)\tau ^{2}}, si assumissim que la força que actua és constant al llarg de l'interval temporal {\displaystyle \tau }. Per a l'equació de Schrödinger per a temps imaginari la propagació en el temps es fa usant una integral de convolució amb una funció anomenada funció de Green, que ens porta a {\displaystyle \Psi (x,t+\tau )=\int G(x,x',\tau )\Psi (x',t)dx'}. De forma semblant a la mecànica clàssica, només podem propagar per a intervals de temps curts perquè d'una altra manera la funció de Green no és precisa. Així com augmenta el nombre de partícules, la dimensió de la integral també augmenta, ja que hem d'integrar respecte a totes les coordenades de totes les partícules. Les integrals es calculen usant integració de Montecarlo.